# Habsburgische Genealogie
Die habsburgische Genealogie von Hektor bis Friedrich III. datiert auf 1509 bis 1512 und ist eine Holzschnittfolge von Hans Burgkmair. Die Genealogie gilt als vollständiges Werk von Hans Burgkmair, wobei dieser jedes Blatt (vor allem mit seinen Initialen „H•B“) signierte.

## Beschreibung des Wiener Exemplars
Ein Probedruck befindet sich als Codex 8018 in Handschriftenabteilung der  Österreichischen Nationalbibliothek. Der Codex besteht aus 10 Papierlagen von je 6 Bögen oder 12 Blättern, mit zwei Schmutzblättern umfasst er insgesamt 122 Blätter, wobei nur 77 Blätter mit Holzschnitten bedruckt wurden. Er wurde zwischen 1510/1512 in Augsburg hergestellt und wird als Handexemplar Kaiser Maximilians (sogenanntes Kaiserexemplar) angesehen. Das Kaiserexemplar weist außerdem ein Wasserzeichen auf, das einem Reichsadler gleicht und bei den Probedrucken nicht vorkommt. Die Holzdrucke wurden so zusammengestellt, dass je zwei dargestellte Personen einander gegenüberstehen, nur Kaiser Maximilian I., die abgebildete letzte Person, ist ohne Pendant. Das Werk basiert auf den Forschungen von Jakob Mennel und Ladislaus Sunthaym. 

## Aufbau
Am Beginn steht Hektor von Troja, gefolgt von den unterschiedlichsten „Vorfahren“ Maximilians, wie Otpertus, Rudolf I., Friedrich III., der Vater von Kaiser Maximilian und am Schluss Maximilian I. selbst. Der Aufbau folgt fast immer in einem gleichen Schema: Oberhalb des dargestellten Herrschers befindet sich zentriert der jeweilige (lateinische) Name, die Person selbst wird entweder sitzend (z. B. auf einem Thron) oder stehend abgebildet, gekleidet mit phantasievollen, prunkvoll gestalteten Rüstungen bzw. Harnischen, mit prächtigen Kronen, Gewändern, abwechslungsreich werden auch die unterschiedlichen Schwerter dargestellt. Bis auf eine Ausnahme (Hilderius) halten alle ein Zepter in der Hand. Die „Kostüme“ bzw. Gewänder der Vorfahren Kaiser Maximilians wirken zwar historisch entsprechend, dürften aber eher zufällig ausgewählt worden sein. In den meisten Fällen ist ein Wappen der Figur beigefügt worden, mit Priamos wurden außerdem Embleme hinzugefügt. Burgkmairs Auftrag lautete, Idealbildnisse der Vorfahren des Kaisers in unterschiedlicher Weise darzustellen.

## Bedeutung
Der Genealogie von Burgkmair liegt die sogenannte trojanische Abstammungssage zu Grunde. Demnach stammen die Habsburger vom Trojaner Hektor ab. Eine weitere Abstammungssage leitet eine Abstammung der Habsburger von den Römern ab, diese war zu der Zeit von  Albrecht I. und  Rudolf I. bereits vorhanden, datiert wird die Entstehung dieser Sagen mit frühestens um 1280. Genereller Zweck einer Genealogie für Herrscher war, dass der Gefahr einer nicht hochedlen Abkunft entgegengewirkt wird sowie sich etwaige Herrschaftsansprüche durch konstruierte Verwandtschaft zu sichern.